# Uranoscopus dollfusi
Espèce
Uranoscopus dollfusi, l’Uranoscope de Dollfuss, appelé Dollfus' stargazer en anglais, est un poisson de la famille des Uranoscopidae, vivant dans l'Océan Indien occidental.
C'est un poisson démersal. Il a été nommé en l'honneur du Dr R.P. Dollfus, qui a mené une expédition d'Égypte en 1928-1929, et qui a rapporté quelques spécimens de ce poisson identifié alors à tort comme Uranoscopus affinis. Ces spécimens, identifiés maintenant comme nouveaux par rapport aux espèces précédemment décrites, devinrent les spécimens types de la nouvelle espèce U. dollfusi.

## Description et biologie
Uranoscopus dollfusi est un prédateur chassant en embuscade. Il se trouve sur le fond marin immergé dans le sédiment avec seulement ses yeux et la bouche dans l'eau. Le tentacule sur sa mâchoire inférieure peut être agité autour d'agir comme un leurre.